# 蒙塔瓦尼亚
蒙塔瓦尼亚是巴西米纳斯吉拉斯州的一个市镇。总面积1484.388平方公里，总人口15961人，人口密度10.8人/平方公里。